# 印度国道

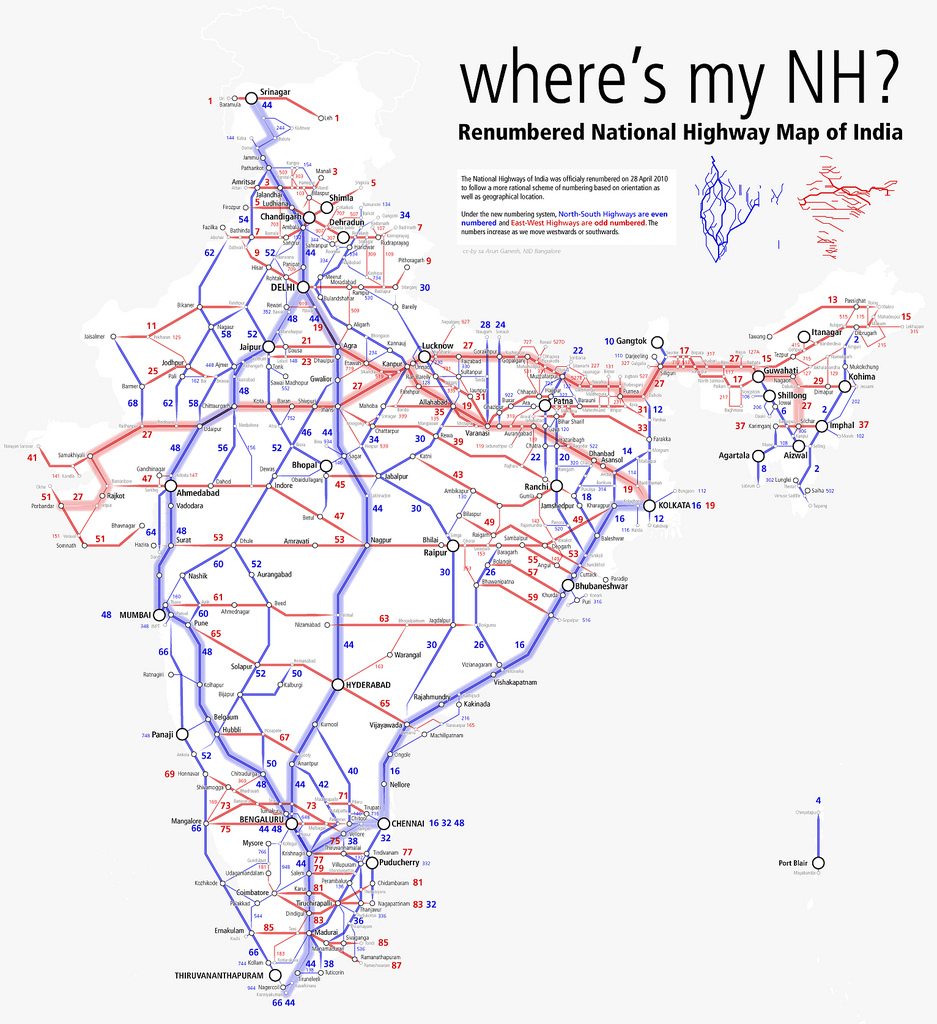
已重新编号的国家公路地图（示意图）

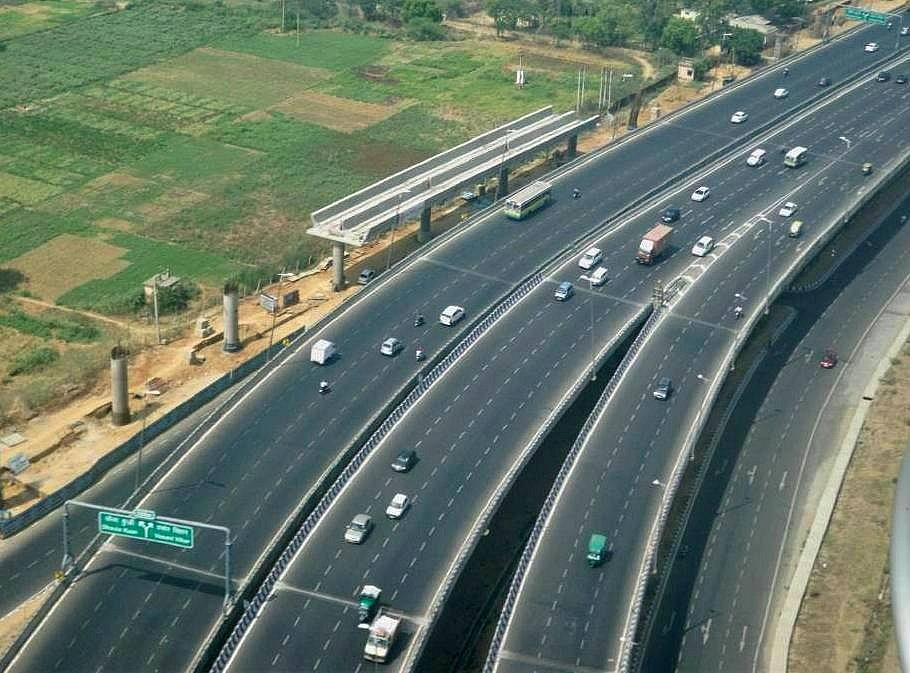
连接德里和古尔冈的48号国道的双车道段

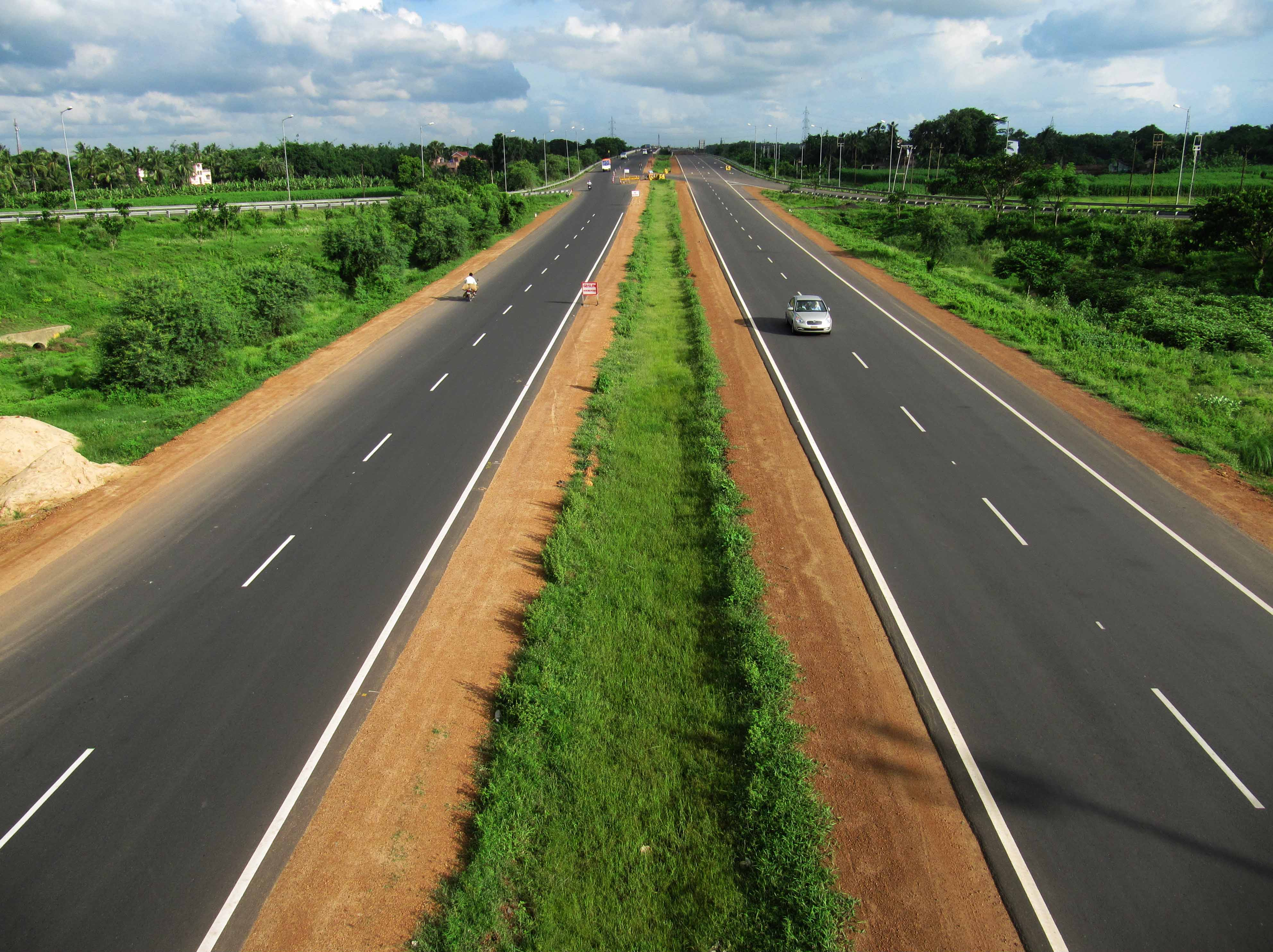
在加尔各答附近的Durgapur公路

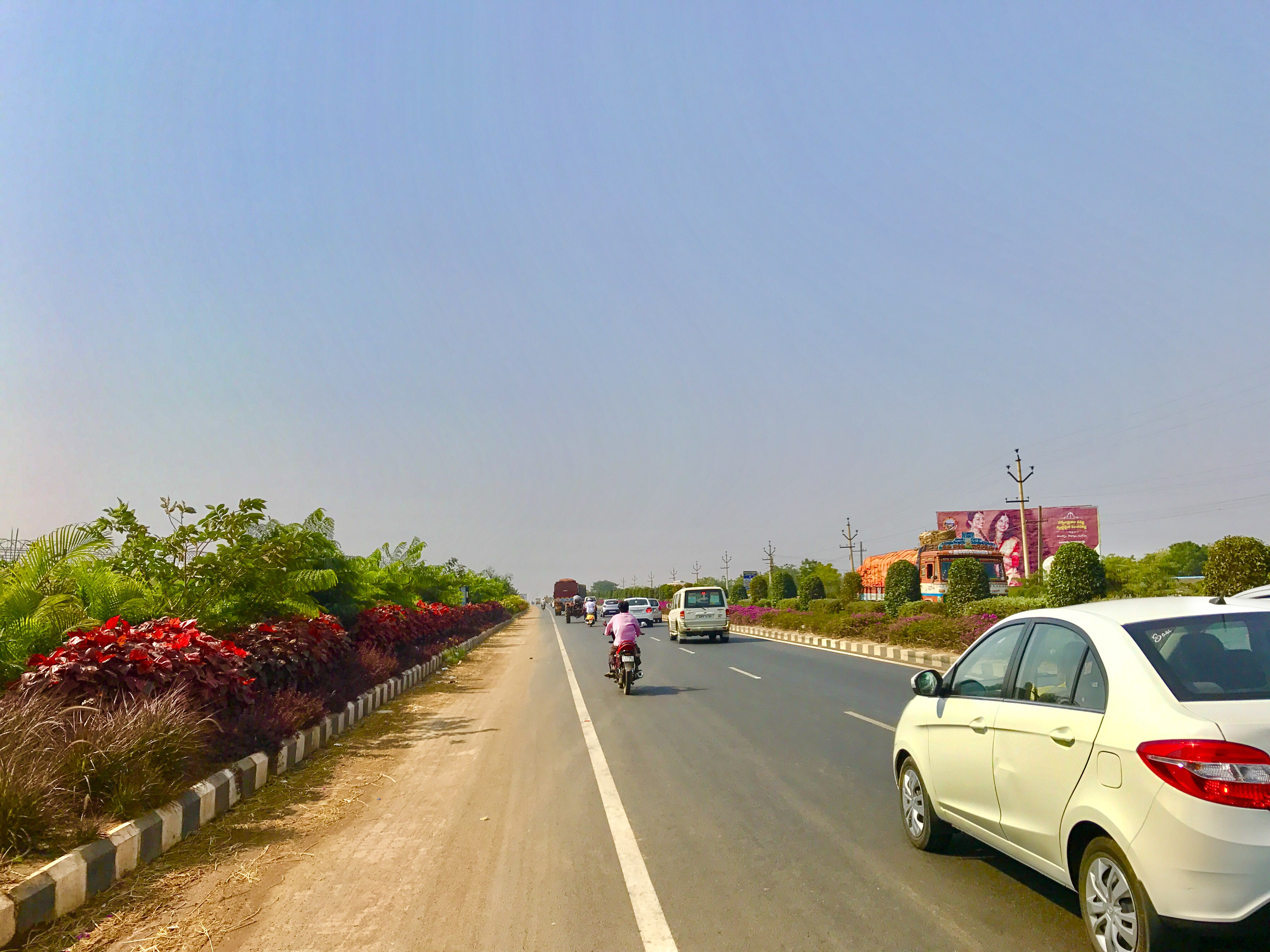
APCRDA 'Greenway' — Vijayawada机场到Vijayawada段

印度国道所有权归属于印度公路运输与公路部门，它由印度国道管理局（NHAI）、国家公路和基础设施开发公司（NHIDCL）以及州政府的公共工程部门（PWD）建造和管理，印度国家公路管理局由印度国家公路管理局在1988年成立。该法案第16（1）条规定，印度国家公路管理局的职能是发展、维护和管理国家公路以及任何归属于或委托给其的公路，它由印度政府所支持。截至2017年6月，这些公路的总里程超过115,435公里。由总理莫迪领导的印度政府立下目标要将公路总长度从96000公里建设到20万公里。
截至2017年6月，高速公路建设已可实现每天建设23公里，这在印度历史上是前所未有的。
在印度，国家公路是与高速公路不同，高速公路是封闭式的公路（大多是六车道或以上），起出入口都建有互通式立交，中间设有隔离带，这是国道没有的。
印度国道管理局主要负责建设、升级和维护大部分国家公路，它在印度公路运输与公路部门支持下运作。印度国家高速公路发展项目（NHDP）主要是为扩建和升级高速公路网络做努力。印度国家公路管理局经常使用公私合营的模式进行公路开发、维护和收费。
虽然印度国道占印度总道路的1.8％，但它们承受了40％的交通量。大多数现有的国道都是双向双车道公路，并且其中大部分正在扩建到四车道，一些甚至会扩建到六车道或更多车道，其中一部分属于收费公路。